# Lúka
Lúka (em húngaro: Vágluka) é um município da Eslováquia, situado no distrito de Nové Mesto nad Váhom, na região de Trenčín. Tem 17,41 km² de área e sua população em 2018 foi estimada em 691 habitantes.

## Demografia
| Ano:        | 1994 | 2004   | 2014    | 2024    |
| ----------- | ---- | ------ | ------- | ------- |
| Broj ljudi: | 553  | 577    | 657     | 734     |
| Razlika:    |      | +4,33% | +13,86% | +11,71% |

| Ano:               | 2023 | 2024   |
| ------------------ | ---- | ------ |
| Número de pessoas: | 723  | 734    |
| Diferença:         |      | +1,52% |